# امیررضا برزویی
امیررضا برزوئی چقاگلانی معروف به امیررضا برزویی (زادهٔ ۳۰ خرداد ۱۳۸۳ در کرمانشاه) کاراته کا اهل ایران است. دو برنز قهرمانی آسیا رده سنی جوانان و امید، یک طلا و دو نقره کاراته وان (لیگ جهانی) مهم‌ترین عناوین امیررضا برزویی تا به امروز می‌باشد.
برزویی در سال ۱۴۰۲ عضو تیم ملی بزرگسالان و زیر ۲۱ سال شد.

## دستاوردها
| سال  | مسابقات               | محل برگزاری      | رتبه | رویداد         | رده سنی    | وزن         |
| ---- | --------------------- | ---------------- | ---- | -------------- | ---------- | ----------- |
| ۲۰۲۱ | کاراته قهرمانی آسیا   | آلماتی-قزاقستان  | سوم  | کومیته انفرادی | جوانان     | ۶۸- کیلوگرم |
| ۲۰۲۱ | لیگ کاراته وان جوانان | استانبول - ترکیه | اول  | کومیته انفرادی | جوانان     | ۶۸- کیلوگرم |
| ۲۰۲۳ | کاراته قهرمانی آسیا   | آلماتی- قزاقستان | سوم  | کومیته انفرادی | زیر ۲۱ سال | -۶۷ کیلوگرم |
| ۲۰۲۳ | لیگ کاراته وان        | پورج - کرواسی    | دوم  | کومیته انفرادی | زیر ۲۱ سال | ۶۷- کیلوگرم |
| ۲۰۲۳ | کاراته وان سری آ      | لارناکا - قبرس   | دوم  | کومیته انفرادی | بزرگسالان  | ۶۷-کیلوگرم  |
| ۲٠۲۴ | کاراته قهرمانی آسیا   | مانیل-فیلیپین    | اول  | کومیته انفرادی | زیر ۲۱ سال | ۶۷-کیلوگرم  |

1. ↑  «WKF Ranking». setopen.sportdata.org. دریافت‌شده در ۲۰۲۲-۰۱-۱۲.
2. ↑  "برزویی در رقابت‌های جهانی زیر ۲۱ سال کاراته وان طلایی شد". یاریزان (به انگلیسی). 2021-09-23. Retrieved 2022-01-12.
3. ↑  «نفرات برتر جوانان اعزامی به مسابقات قهرمانی آسیا ۲۰۲۱ معرفی شدند». ikf.ir. بایگانی‌شده از اصلی در ۱۴ ژانویه ۲۰۲۲. دریافت‌شده در ۲۰۲۲-۰۱-۱۲.
4. 1 2  ایران، کمیته ملی المپیک جمهوری اسلامی. «مسابقات کاراته قهرمانی آسیا ۲۰۲۱ – قزاقستان؛ ۳ طلا، ۲ نقره و ۳ برنز دیگر حاصل تلاش ملی پوشان در روز دوم مسابقات». کمیته ملی المپیک جمهوری اسلامی ایران. دریافت‌شده در ۲۰۲۲-۰۱-۱۲.
5. ↑  «مشخص شدن ترکیب تیم ملی کاراته جوانان در رقابت‌های قهرمانی آسیا - ایسنا». www.isna.ir. دریافت‌شده در ۲۰۲۲-۰۱-۱۲.
6. 1 2  «صعود قابل توجه «برزویی» بعد از کسب طلای «کاراته وان» استانبول». خبرگزاری مهر | اخبار ایران و جهان | Mehr News Agency. ۲۰۲۱-۱۰-۰۲. دریافت‌شده در ۲۰۲۲-۰۱-۱۴.
7. 1 2  «پایان لیگ جهانی کاراته‌وان کرواسی؛ برزویی و صفری مدال گرفتند». PANA.IR. ۲۰۲۳-۰۷-۰۳. دریافت‌شده در ۲۰۲۳-۰۷-۰۴.
8. ↑  «خبرگزاری فارس - مدال برنز رقابت‌های آسیایی ازآن کاراته‌کاران کرمانشاهی شد». خبرگزاری فارس. ۲۰۲۳-۱۱-۰۸. دریافت‌شده در ۲۰۲۳-۱۱-۱۳.
9. ↑  kayhanvarzeshi.ir (۱۴۰۲/۰۷/۰۹–۲۰:۱۶). «لیگ کاراته وان قبرس/ نمایندگان ایران یک طلا، 2 نقره و 2 برنز کسب کردند». fa. دریافت‌شده در 2023-11-13. تاریخ وارد شده در |تاریخ= را بررسی کنید (کمک)
10. ↑  «فدراسیون کاراته جمهوری اسلامی ایران». my.ikf.ir. دریافت‌شده در ۲۰۲۴-۱۰-۰۲.

## [۱]منابع
1. ↑  kayhanvarzeshi.ir (۱۴۰۲/۰۷/۰۹–۲۰:۱۶). «لیگ کاراته وان قبرس/ نمایندگان ایران یک طلا، 2 نقره و 2 برنز کسب کردند». fa. دریافت‌شده در 2023-10-07. تاریخ وارد شده در |تاریخ= را بررسی کنید (کمک)
2. ↑  «فدراسیون کاراته جمهوری اسلامی ایران». my.ikf.ir. دریافت‌شده در ۲۰۲۴-۱۰-۰۲.
3. ↑  «ترکیب تیم ملی کاراته مردان تکمیل شد / برزویی آخرین مسافر جهانی مجارستان - تسنیم». خبرگزاری تسنیم | Tasnim. دریافت‌شده در ۲۰۲۳-۱۱-۱۳.